# La Punta (district)
La Punta is een Peruaans district en schiereiland met een oppervlakte van 18,38km² en heeft 3200 inwoners (2017). Het grenst in het noorden, het zuiden en het westen aan de Stille Oceaan en in het oosten aan het district Callao. Bij La Punta hoort ook het beruchte eiland El Frontón.

## Bestuurlijke indeling
Het district is een onderdeel van de provincie Callao in de gelijknamige regio van Peru. Deze regio maakt integraal deel uit van de metropool Lima Metropolitana. 
Bellavista · Callao · Carmen de la Legua Reynoso · La Perla · La Punta · Ventanilla